# Brime de Sog
Brime de Sog ist ein nordwestspanischer Ort und eine Gemeinde (municipio) mit 116 Einwohnern (Stand: 2024) im Süden der Provinz Zamora in der Autonomen Gemeinschaft Kastilien-León. 

## Lage und Klima
Brime de Sog liegt am westlichen Rand der Kastilischen Hochebene (Meseta Iberica) in einer Höhe von ca. 760 m. Die Provinzhauptstadt Zamora ist gut 65 Kilometer (Fahrtstrecke) in südsüdöstlicher Richtung entfernt. 
Das gemäßigte Kontinentalklima wird nur selten vom Atlantik beeinflusst.

## Bevölkerungsentwicklung
| Jahr      | 1970 | 1981 | 1991 | 2001 | 2011 | 2021 |
| Einwohner | 469  | 346  | 297  | 246  | 181  | 128  |

## Sehenswürdigkeiten

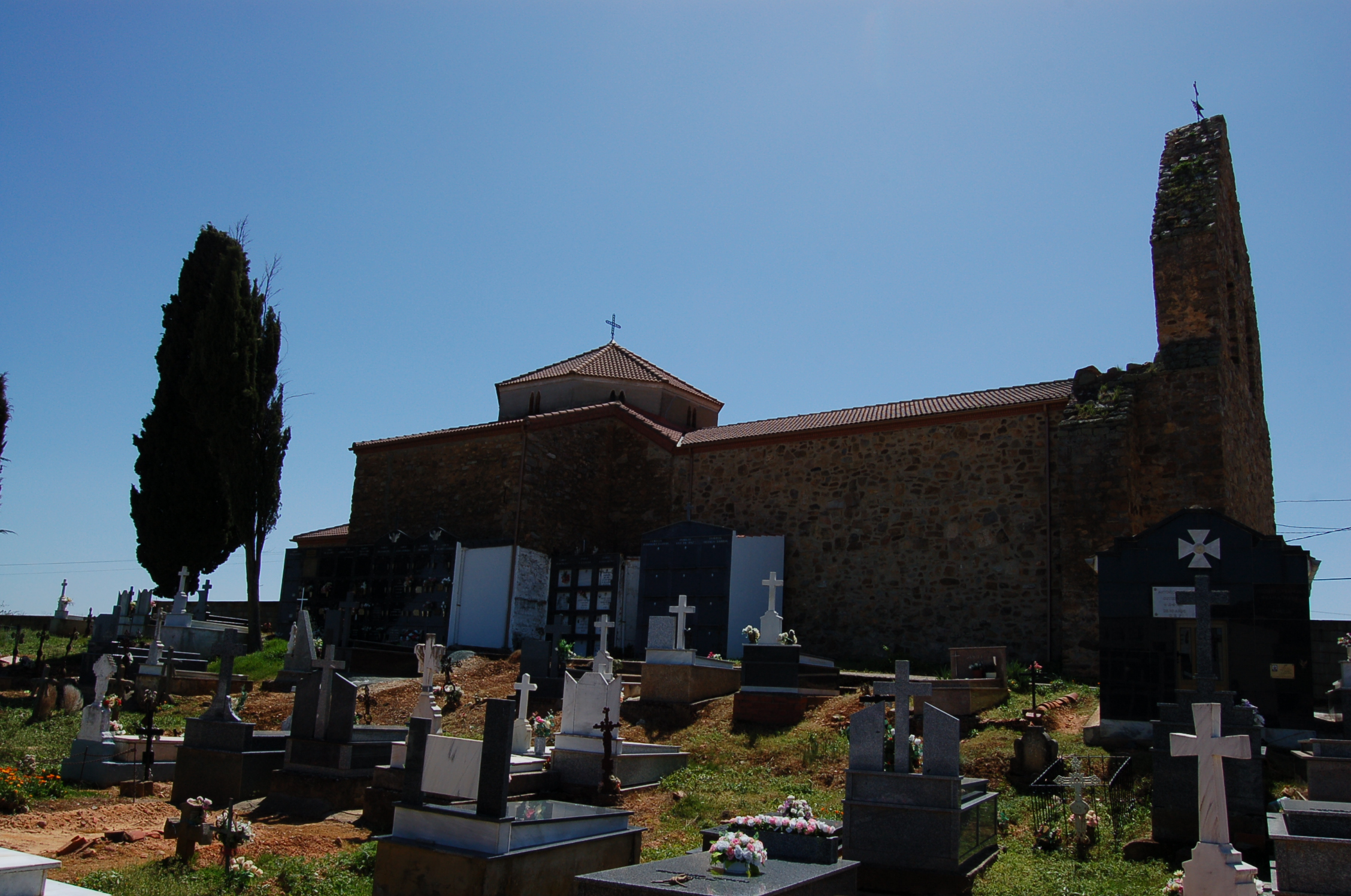
Marienkirche
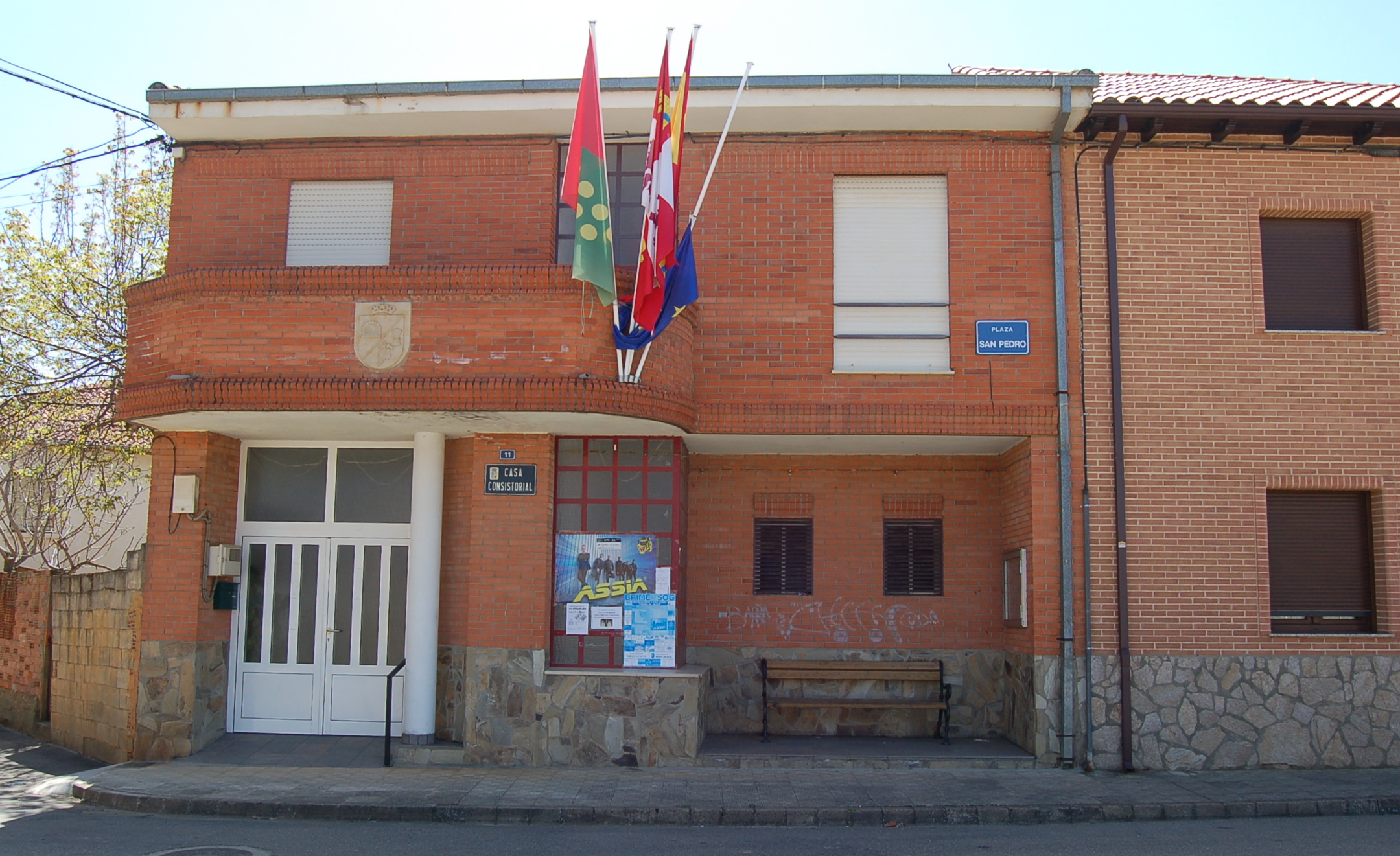
Rathaus

- Marienkirche
- Rathaus